# イタリアの音楽

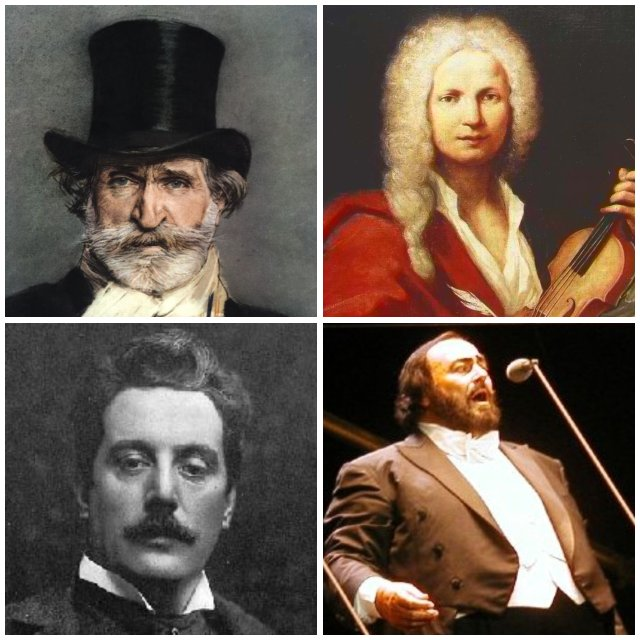
イタリアの著名な音楽家（ヴィヴァルディ・ヴェルディ・プッチーニ・パヴァロッティ）

本項ではイタリアの音楽について解説する。

## 概要

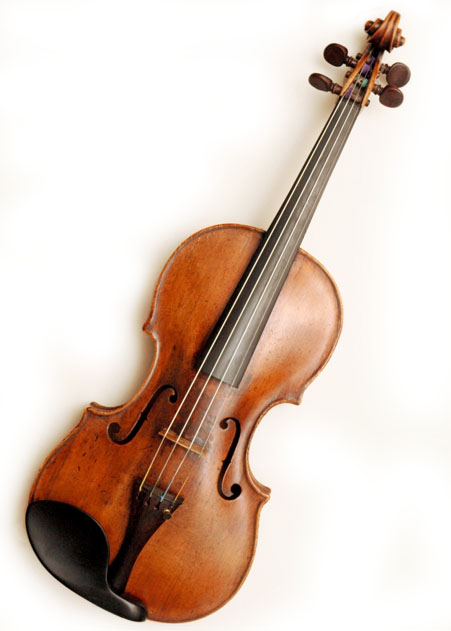
現在のバイオリン属の楽器は、その形状が、イタリア半島出身の弦楽器製作者たちにより確立されたと考えられている。

イタリア半島は、中世から近・現代まで長きにわたり、おもに作曲・演奏・理論・楽器製造などの分野で西洋音楽の発展に画期をもたらし、その最先端をゆく音楽家を生み出し続けたことから、歴史的な音楽先進地域であったと見なされる（その地域は今日のイタリア共和国の領土とほぼ一致する）。たとえば西洋伝統音楽における代表的な楽器であるバイオリン属やピアノなどの多くは、おもにイタリア半島の出身で、イタリア語を母国語とする製造者によってその原型が確立されたものである。また、現在も世界中で通用する音楽関連の専門用語・術語の多くは、イタリア語の単語や表現語である。

## 音楽のジャンル
日本人にとっては、現在も世界の劇場で上演される多くのオペラ作品の作者や、歴史的な名歌手の多くがいずれもイタリア人であることから、「オペラの本場はイタリアである」とのイメージを抱いている人が多くみられる（イタリア・オペラを参照）。なお、オペラの他にも、バラータやマドリガル、フロットラやビラネラ、カンツォネッタなど、日本でよく知られているイタリア音楽の作品形式は幅広い。

## 主な音楽家
いわゆる「中世音楽」に対応する時代の作曲家（14世紀ごろまでに活動）
- マルケット・ダ・パドヴァ
- フランチェスコ・ランディーニ
- ヤコポ・ダ・ボローニャ
- ゲラルデッロ・ダ・フィレンツェ
- ジョヴァンニ・ダ・カッシャ

いわゆる「ルネサンス音楽」に対応する時代の作曲家（15世紀から16世紀ごろまで活動）
- ジョヴァンニ・ダ・パレストリーナ
- オラツィオ・ヴェッキ
- ジローラモ・フレスコバルディ

いわゆる「バロック音楽」に対応する時代の作曲家（17世紀～18世紀前半ごろまで活動）
- 初期
  - ジュリオ・カッチー二
  - エミリオ・デ・カヴァリエーリ
  - マルカントニオ・インジェニェーリ
  - クラウディオ・モンテヴェルディ
  - マルコ・ダ・ガリャーノ
  - フランチェスコ・カヴァッリ
- 中期
  - アレッサンドロ・スカルラッティ
  - ドメニコ・スカルラッティ
  - トマゾ・アルビノーニ
  - アルカンジェロ・コレッリ
  - フランチェスコ・ジェミニアーニ
  - トンマーゾ・ジョルダー二
- 後期
  - アントニオ・ヴィヴァルディ
  - アレッサンドロ・マルチェッロ
  - ベネデット・マルチェッロ
  - ジョヴァンニ・バッティスタ・ペルゴレージ
  - ピエトロ・アントニオ・ロカテッリ
  - ジョヴァンニ・バッティスタ・ボノンチー二
  - ニコロ・ヨンメッリ
  - ジュゼッペ・タルティー二
  - ジュゼッペ・サンマルティーニ
  - ジョヴァンニ・バッティスタ・ヴィオッティ
  - ニコロ・ピッチンニ

いわゆる「古典派」に対応する時代の作曲家（18世紀後半ごろに活動）
- ルイジ・ボッケリー二
- ドメニコ・チマローザ
- ジョヴァンニ・パイジエッロ
- アントニオ・サリエーリ
- ジュゼッペ・フェルレンディス
- ジョヴァンニ・バッティスタ・サンマルティーニ

いわゆる「ロマン派音楽」に対応する時代の作曲家（19世紀～20世紀初頭ごろまで活動）
- 前期
  - ニコロ・パガニーニ
  - アントニオ・バッツィーニ
  - ガスパレ・スポンティー二
  - ルイジ・ケルビー二
  - フェルディナンド・パエル
  - アレッサンドロ・ロッラ
  - ジョアキーノ・ロッシーニ
  - ヴィンチェンツォ・ベッリーニ
  - ガエターノ・ドニゼッティ
  - サヴェリオ・メルカダンテ
  - ジョヴァンニ・パチー二
  - フェッルッチョ・ブゾー二
- 中期
  - ジュゼッペ・ヴェルディ
  - アミルカレ・ポンキエッリ
  - エッリーコ・ペトレッラ
  - アッリーゴ・ボーイト
- 後期
  - ジャコモ・プッチーニ
  - アルフレード・カタラー二
  - ピエトロ・マスカー二
  - ルッジェーロ・レオンカヴァッロ
  - フランチェスコ・チレア
  - ウンベルト・ジョルダーノ
  - リッカルド・ザンドナーイ
  - エルマンノ・ヴォルフ＝フェッラーリ
  - ロレンツォ・ペロージ

その作品が「近代音楽」に分類される時代の作曲家（20世紀初頭ごろ以降に活動）
- オットリーノ・レスピーギ
- アルフレード・カゼッラ
- ジャン・フランチェスコ・マリピエロ
- イルデブランド・ピッツェッティ
- ゴッフレード・ペトラッシ
- ジョルジョ・フェデリコ・ゲディーニ

その作品が「現代音楽」に分類される時代の作曲家
- ルイジ・ダッラピッコラ
- ジャン＝カルロ・メノッティ
- ルイジ・ノーノ
- ルチアーノ・ベリオ
- フランコ・ドナトーニ
- ブルーノ・マデルナ
- ジャコモ・マンゾーニ

## 主な楽派
- アンブロジウス派ミラノ聖歌（Canto ambrosiano di Milano）
- イタリア新音楽技法（Ars nova italiana）
- バルディ邸のカメラータ（Camerata de' Bardi）
- ヴェネツィア楽派
- ローマ楽派
- ナポリ楽派
- 聖チェチリア音楽運動（Movimento ceciliano）
- ローマ教会音楽派（Musica ecclesiastica romana）
- イタリア室内声楽派（Camerismo vocale italiano）
- イタリア新古典主義（Neolcassicismo musicale italiano）
- イタリア青年世代オペラ作曲家（Giovane scuola italiana）
- ヴァグナー模倣派（Wagneristi italiani）
- 国際オペラ派（Opera internazionale）
- 異国趣味オペラ派（Esotismo musicale）
- イタリア器楽派（Strumentismo italiano）
- 「1880年」世代（Generazione "dell'Ottanta"）
- 未来主義音楽（Musica futurista）

## 主な楽器
- オカリナ
- マンドリン
- バイオリン - 16世紀頃のクレモナで現在の形状のバイオリンができたと伝わる。
- ピアノ - 現在のピアノの基礎を作ったのはイタリア人であると言われる。
- ザンポーニャ
- ピッフェロ